# Artemisia princeps
Artemisia princeps, також зазвичай називається йомогі, японський полин, корейський полин, корейський полин або полин англійською мовою, є азіатським видом рослин сімейства соняшникових, що походить із Китаю, Японії та Кореї. Це багаторічна, дуже сильноросла рослина, яка виростає до 1,2 метра. Цей вид швидко поширюється за допомогою підземних столонів і може стати інвазивним. З липня по листопад дає невеликі жовто-червоні квіти, які є гермафродитними і запилюються вітром. Листя мають форму пір'я, фестончаті, світло-зелені, з білим густим пухом на нижній стороні.

## Поширення і природне середовище
Батьківщиною Artemisia princeps є Китай, Японія та Корея. Вона була завезена до Бельгії та Нідерландів. Вона зростає в різних середовищах існування, включаючи узбіччя доріг, схили, долини та береги річок.

## Використання

### Кулінарія
Листя і молоду розсаду можна їсти в сирому або вареному вигляді. Їх також можна використовувати в салатах і супах після видалення гіркоти.

#### Японія
У Японії ця трава використовується для ароматизації вареників із клейкого рису під назвою куса моті (草餅) або йомогі моті (蓬餅), або вареники з рисового борошна під назвою куса данґо (草団子). Молоде листя можна злегка відварити перед тим, як потовкти та додати, щоб надати приємного кольору, аромату та смаку. Через таке використання рослину Artemesia також називають мотігуза (餅草, хоча його також називають mogusa у зв'язку з його використанням при припіканні). Рослина також активно вирощується в штаті Гаваї, і використовується для приготування трав'яного моті жителями японського походження.
У японській кухні листя іноді бланшують і додають до супів або рису.

#### Корея
Полин, корейською мовою — ссук (쑥), широко використовується в корейській кухні, а також у традиційній медицині (хан'як). Навесні, коли відбувається сезон збору врожаю, молоде листя полину використовують для приготування пікантних страв, таких як чон (млинці по-корейськи), ссук кімчі (쑥김치), ссукгук (쑥국, суп із ссук). Однак найчастіше свіжий полин, а також сушене листя, подрібнене в порошок, є характерним інгредієнтом різних видів тток (рисових коржів). Сьогодні ссук також додає смак і колір більш сучасним десертам і напоям, наприклад, морозиву, хлібу, тістечкам, чаю з полинового дерева (ссукча 쑥차) і латте ссук (쑥라떼).

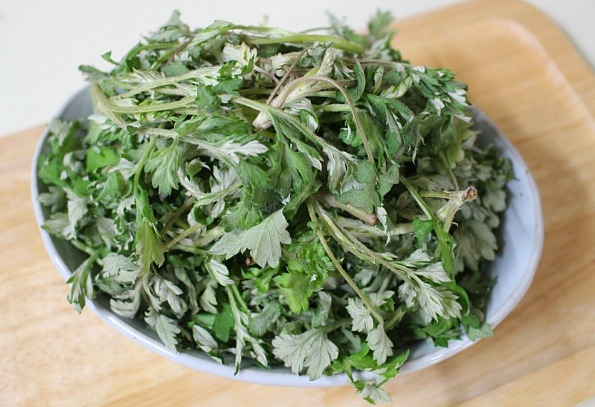
Ссук (полин корейський)
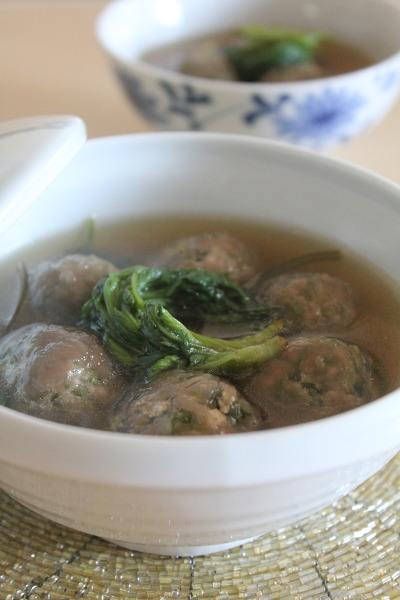
Aeтанг (суп із варениками з полину)
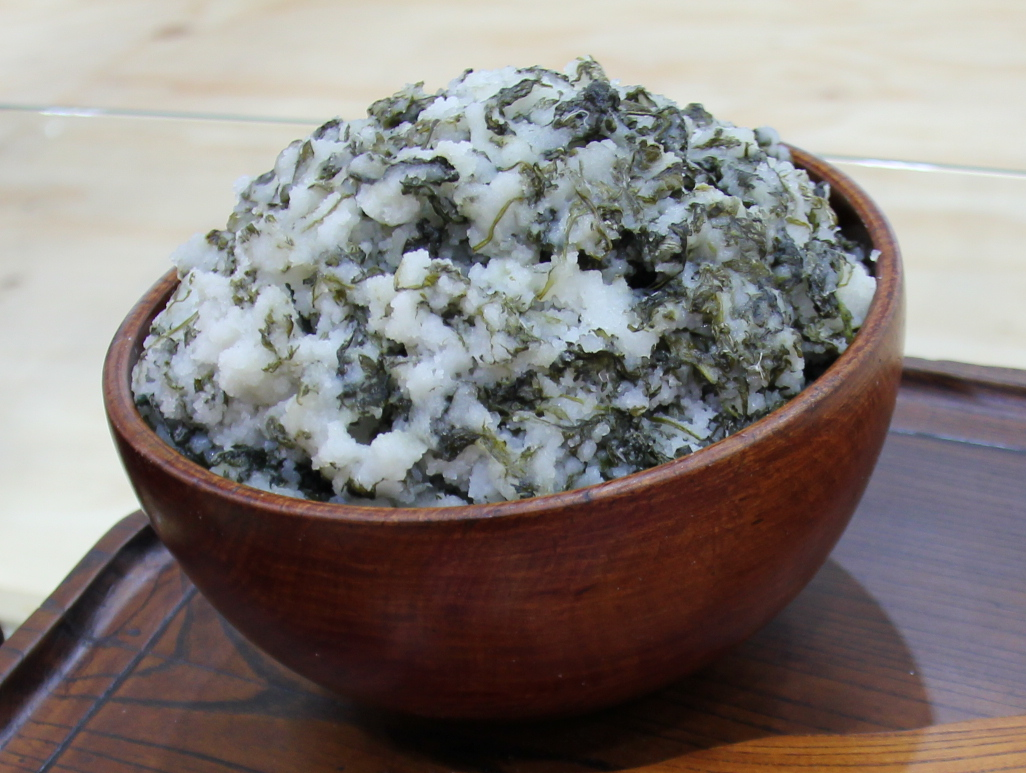
Ссук-беомурі (рисові коржі з полину)
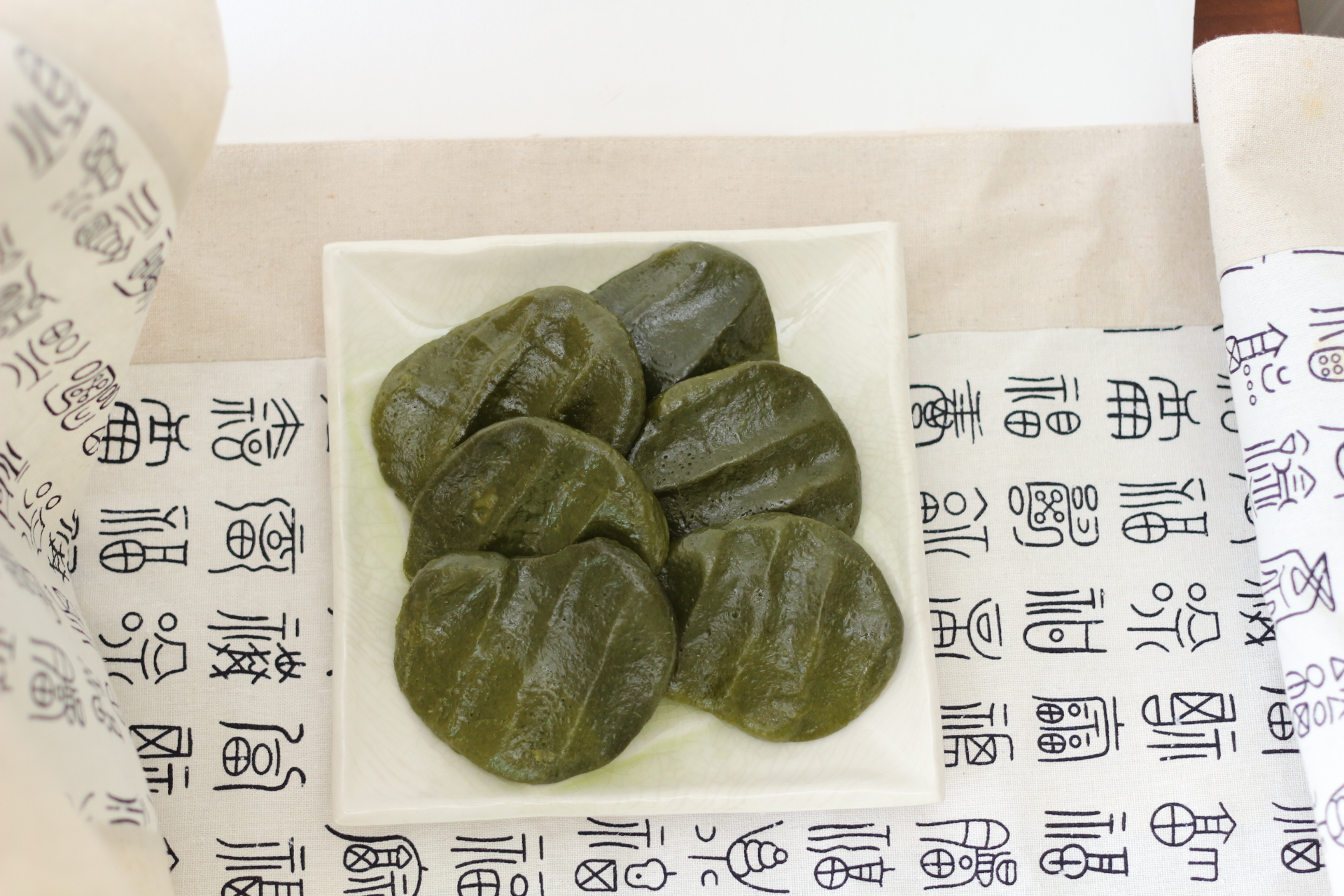
Ссуктток (рисові коржі з полину)
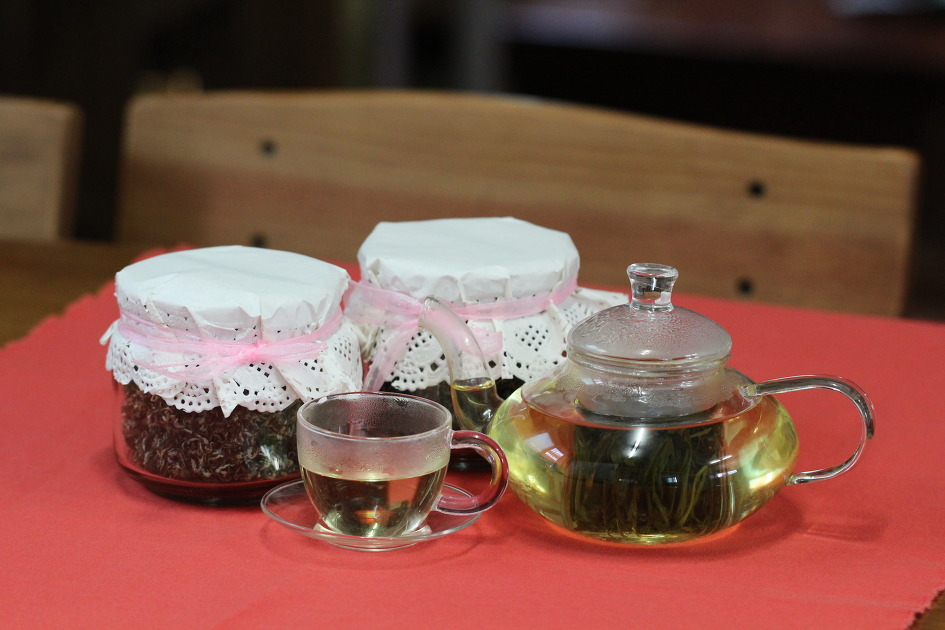
Ссукча (полиновий чай)

### Лікарський
Artemisia princeps — один із видів полину, який використовується для припікання, традиційної медичної практики Китаю, Кореї, Монголії, Тибету, Непалу та В'єтнаму.

#### Китай
У Китаї він відомий як хуанхуа ай (黄花艾, буквально полин жовтоквітковий).

## Культура
У Кореї його називають ссук (쑥) або тарае ссук (타래쑥), що глибоко пов'язано з Тангун Сінхва (단군신화), легендою про Кочосон, перше корейське королівство. Для стародавніх жителів Кореї ссук був одним із продуктів, які вважалися лікувальними чи релігійними. Згідно з основоположним міфом про Кочосон у 2333 році до нашої ери, ведмідь перетворювався на жінку, якщо з'їсти лише 20 зубчиків часнику та пучок ссук упродовж 100 днів.